# Pseudohemiculter
Pseudohemiculter és un gènere de peixos de la família dels ciprínids i de l'ordre dels cipriniformes.

## Taxonomia
- Pseudohemiculter dispar (Peters, 1881)
- Pseudohemiculter hainanensis (Boulenger, 1900)
- Pseudohemiculter kweichowensis (Tang, 1942)
- Pseudohemiculter pacboensis (Nguyen, 2001)[1][2]